# Magister regens
Magister regens byl titul udělovaný na středověkých universitách studentům, kteří získali magisterský titul. Titul znamenal jednoduše to, že jeho držitel má právo učit (tzv. licentia docendi). Toto právo mohlo být zaručeno (v případě pařížské university) pouze kancléřem katedrály Notre Dame nebo kancléřem St. Geneviève. Podle Třetího lateránského koncilu (1179) musela být licentia docendi poskytnuta bezplatně všem náležitě kvalifikovaným uchazečům.
Pokud nový člen zůstal na universitě a aktivně se účastnil universitní výuky jako učitel, byl nazýván magister regens (tj. "vyučující"). Pokud zvolil jiné povolání, nazýval se non regens (tj. pasivní člen společenství universitních mistrů; aniž by ovšem ztratil příslušnost k němu – ta většinou trvala až do konce života.